# Органный зал (Набережные Челны)
Органный зал — концертный зал камерной и органной музыки, расположенный в Набережных Челнах республики Татарстан.

## История здания
В февраля 1979 году в Набережных Челнах открылся кинотеатр «Россия», ставший самым большим в городе.
В декабре 1997 года в соответствии с постановлением администрации города началась реконструкция здания кинотеатра «Россия», под установку органа «Rieger-Kloss», который был передан городу руководством Казанской консерватории.
Был разработан проект Органного зала, особенностью которого стало радикальное изменение акустики помещения. Пропорции и объёмы зала бывшего кинотеатра оказались сходными с параметрами Казанской консерватории, что помогло при проведении строительно-монтажных работ, а также позволило решить проблему с акустикой. В интерьере зала были использованы материалы хорошо отражающие звук, подобраны специально для этого помещения кресла. Зрительный зал был ориентирован на 800 посадочных мест. Бук использован для настила полов. Дубовые двери установлены в концертном зале. Помещение полностью соответствовало для акустических параметров звучания инструмента.
Московская экспертная комиссия дала высокую оценку подготовки органного зала в Набережных Челнах. Специалисты лаборатории акустики пришли к выводу, что данный зал единственный в своём роде не только в регионе Прикамья, но и в России. В зале нет ни одного микрофона и усилителя звука.
1 марта 2005 года состоялось открытие этого учреждения. На дебютном концерте своё мастерство продемонстрировали органист Рубин Абдуллин, пианист Николай Петров, певица Ирина Архипова. Ведущим концерта был Святослав Бэлза. Президент Татарстана Минтимер Шаймиев лично поздравил горожан с завершением реконструкции объекта.

## Орган и другие музыкальные инструменты
В Набережных Челнах установлен концертный орган фирмы «RIEGER-KLOSS», 1972 года выпуска, который имеет 49 звучащих и 2 трансмиссионных регистра, 3 мануала и педальную клавиатуру. Высота органа составляет 9,98 метра, ширина 10,4 метра, глубина 2,95 метра, вес 19 тонн. Количество труб органа — 3642, высота большой трубы 6 метров, диаметр большой трубы 20 см, внутренняя площадь инструмента 4000 квадратных метра, общая площадь органа 16000 квадратных метра.
Концертный рояль фирмы «Стейнвей» также установлен в Органном зале в Набережных Челнах.

## Выступления и артисты
Ильсияр Сулейманова, выпускница Казанской консерватории, является органисткой Органного зала в Набережных Челнах. Здесь также организованы постоянные концерты Камерного оркестра Игоря Лермана, выступления известных музыкантов и исполнителей регулярны.